# Akutsjukvård
Akutsjukvård är den medicinska specialitet som innefattar akuta, oplanerade patienter med sjukdomar eller skador som kräver omedelbar vårdinsats i prehospitalt arbete, på akutmottagning och intensivvårdsavdelningar. Akutläkare och akutsjuksköterskor gör en första bedömning av patientens hälsotillstånd i triage. Bedömning av patienten görs utifrån rutiner för akut omhändertagande. Specialiteten omfattar medicinska, kirurgiska och ortopediska sjukdomar. 

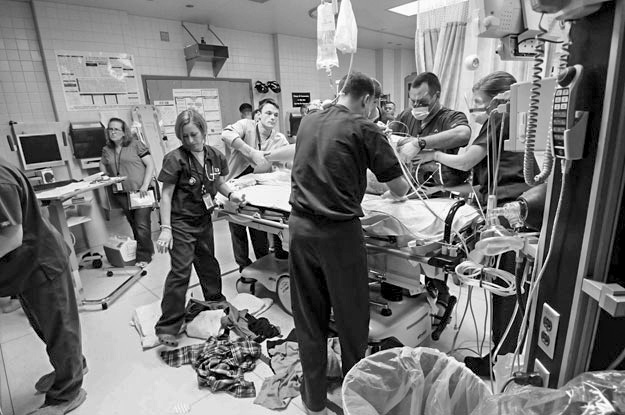
Pågående återupplivning